# Georg Trakl

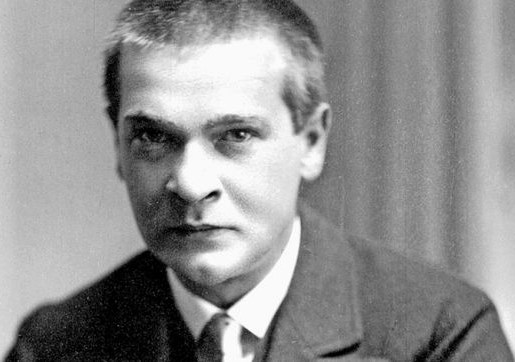
Georg Trakl

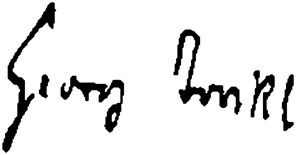

Georg Trakl (Salzburg, 3 februari 1887 - Krakau, 3 november 1914) was een Oostenrijkse expressionistische dichter en apotheker. De overheersende themata in zijn werk zijn dood, overlijden, vergankelijkheid en de daarbij behorende metaforen van herfst en winter. Daarnaast zoekt hij in zijn werk naar betekenis en toont hij een gespannen verhouding tot God.

## Levensloop

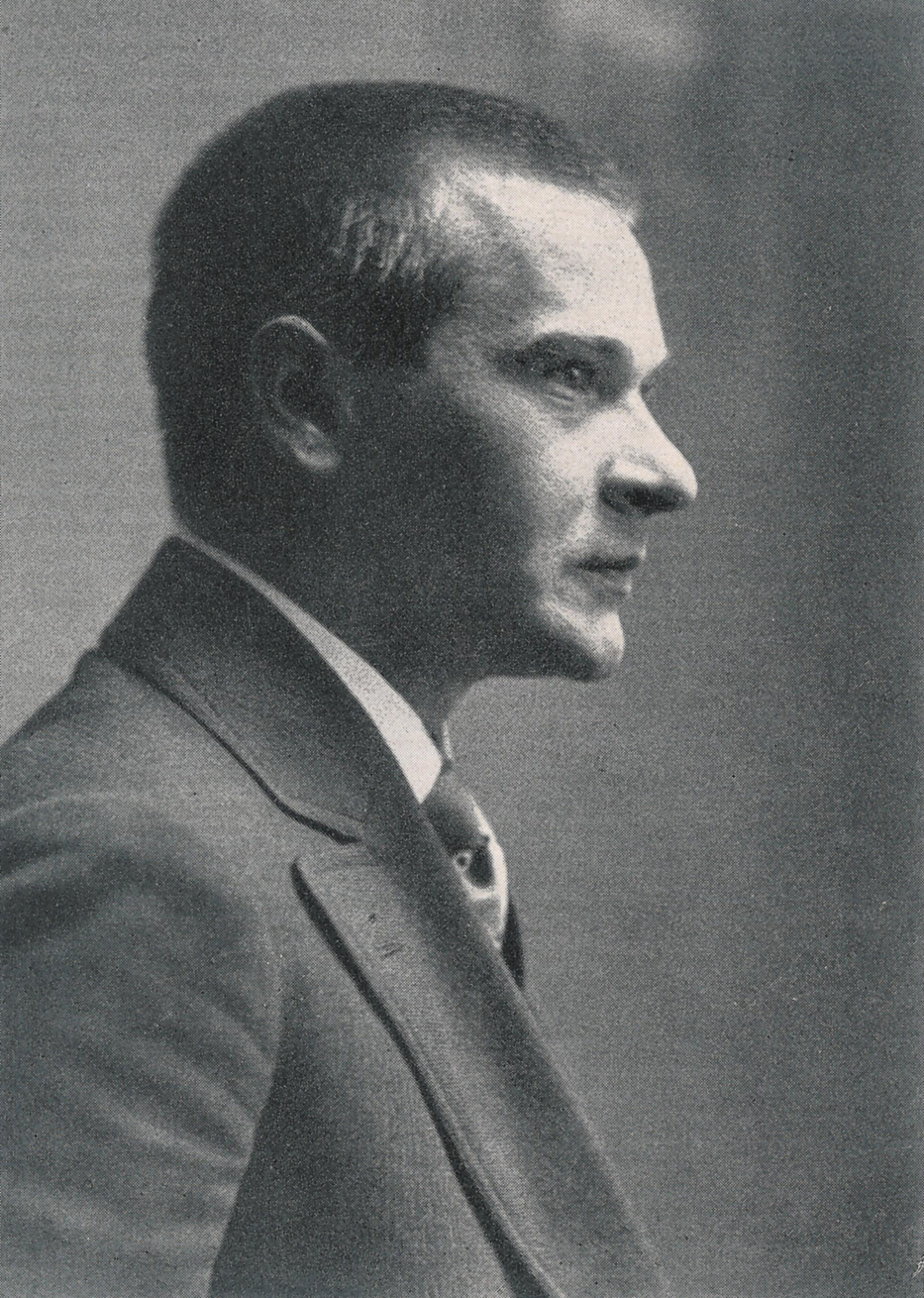

Georg Trakl werd op 3 februari 1887 geboren in het 'Schafferhaus' (nu naar hem het 'Traklhaus' genoemd) aan de Waagplatz 2 in Salzburg. De familie behoorde tot de gegoede burgerij. Zijn Hongaarse vader was Tobias Trakl, een handelaar in ijzerwaren. Zijn half-Tsjechische moeder Maria Catharina Trakl (geboren Halik) had, net als haar dichtende zoon, psychische problemen. Hij had drie broers Wilhelm, Gustav en Friedrich, en drie zussen Maria, Hermine en Margarethe. De laatstgenoemde, doorgaans Grete of Gretl genoemd, stond hem het naast, zelfs zodanig dat sommige biografen een incestueuze verhouding vermoeden. Zij was een talentvol pianiste. Ook zij had psychische problemen; in 1917 doodde ze zichzelf, drie jaar na de dood van haar broer.
Zijn jeugd bracht Georg door in Salzburg. Daar bezocht hij een protestantse lagere school, hoewel zijn ouders katholiek waren. Vervolgens bezocht hij van 1897 tot 1905 het humanistische gymnasium. Hij stond te boek als een slecht scholier met onvoldoendes voor Wiskunde, Latijn en Grieks. Zijn interesses gingen veeleer uit naar drank, roken, opium en frequent prostitueebezoek. Hij beëindigde zijn schoolperiode zonder diploma. Om toch een academische opleiding te kunnen volgen, werkte hij tot 1908 in de praktijk van een apotheker. Sommigen vermoedden dat hij dit vooral deed om zich opiaten te kunnen verschaffen. 
In 1908 verhuisde hij naar Wenen om een tweejarige apothekersopleiding te volgen. Hij kwam er in contact met een groep bohemiens en kunstenaars die hem hielpen een paar gedichten te publiceren. De opleiding rondde hij, kort nadat zijn vader was overleden, in 1910 af met de graad ‘Magister Pharmaciae’. Vervolgens was hij één jaar in dienst van het leger.
Zijn terugkeer in het burgermansbestaan was niet succesvol. Hij kon geen werk vinden als apotheker en trad weer in dienst van het leger. Hij werd in een ziekenhuis in Innsbruck geplaatst. Daar ontmoette hij de lokale kring van kunstenaars, die zijn ontkiemende talent herkenden. Ludwig von Ficker, de redacteur van het tijdschrift Die Brenner, fungeerde als zijn patroon en bracht hem onder de aandacht van Ludwig Wittgenstein, die hem een royale beurs verleende. Daardoor kon Trakl zich in ruime mate aan het schrijven wijden.
Bij het uitbreken van de Eerste Wereldoorlog werd Trakl als medicus gestuurd naar het front in Galicië (heden ten dage in Oekraïne en Polen). Zijn gemoedsschommelingen leidden tot geregelde depressies, die verergerd werden door de afschuw die hij voelde voor de verzorging van de zwaargewonde soldaten. Tijdens een van de voorvallen in Gródek moest hij toezien op de genezing van zo’n negentig soldaten, die in de felle strijd met de Russen gewond waren geraakt. De spanning en de druk die hij hierbij ervoer leidden tot een suïcidepoging die zijn kameraden wisten te verhinderen. Trakl werd onder strikt toezicht opgenomen in een militair ziekenhuis in Krakau. Hier verzonk hij nog dieper in zijn depressies. Hij schreef Von Ficker, die hem adviseerde contact op te nemen met Wittgenstein. Die ging naar hem op weg, maar op 4 november 1914, drie dagen voor Wittgensteins komst, overleed hij aan een overdosis cocaïne. Het is niet geheel duidelijk of dit zelfmoord was (gezien zijn gedichten niet onwaarschijnlijk) of een ongeluk. Op initiatief van Ludwig von Ficker werd hij in Innsbruck begraven. Bij het ziekenhuis werd een gedenksteen opgesteld.

## Werk

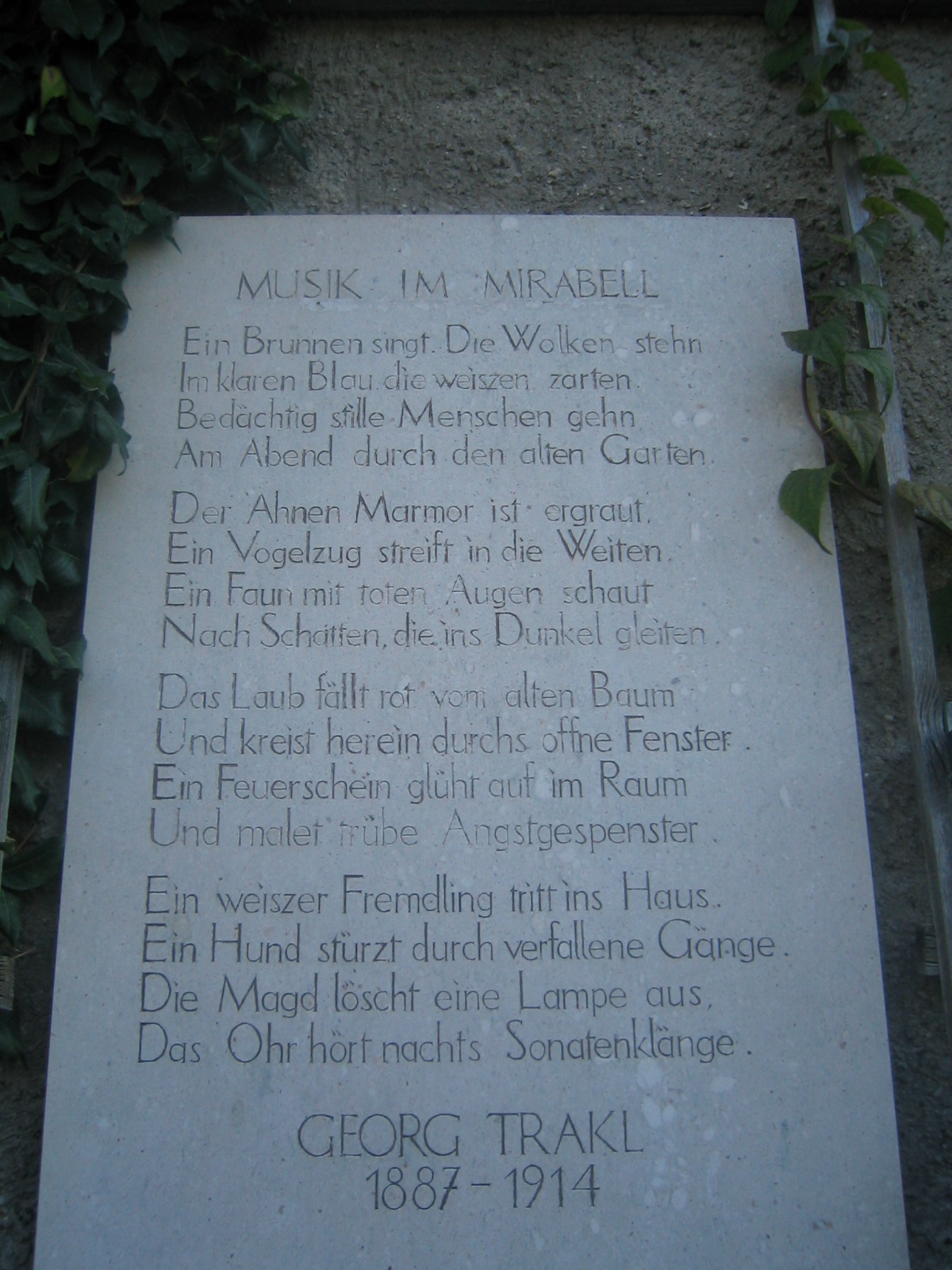
Musik im Mirabell, gedicht van Trakl op een gedenkplaat in de Mirabell-Garten, Salzburg.

Trakl schreef rond 1904 als gymnasiast zijn eerste gedichten, die qua verbeeldingskracht nog ver achterblijven bij zijn latere werk. Later, toen hij werkte in de apotheek, schreef hij zijn eerste twee toneelstukken, Allerzielen en Fata morgana, die geen succes hadden. Het tweede was ronduit een mislukking.
In Wenen probeerde Ludwig von Ficker, die Trakls werk regelmatig publiceerde in het tijdschrift Die Brenner, een uitgever te vinden voor een verzameling van zijn gedichten. Dit resulteerde in de zomer van 1913 in de publicatie van de bundel Gedichte door uitgever Kurt Wolff te Wenen. Na Trakls dood verscheen bij dezelfde uitgever de dichtbundel Sebastian im Traum, die nog wel door Trakl zelf was samengesteld. In zijn nalatenschap werden tal van andere gedichten gevonden en varianten van reeds gepubliceerd werk. Daarnaast had de dichter enkele aforismen en toneelfragmenten geschreven.
In Trakls werk overweegt de sfeer van de herfst, gecombineerd met donkere beelden van avond, nacht, dood, overlijden en vergankelijkheid. De gedichten zijn weliswaar rijk aan Bijbelse en religieuze verwijzingen, en in vele gedichten is een contemplatieve openheid aanwezig die naar transcendentie neigt, maar het licht der verlossing breekt zelden door het donker heen. Trakl geldt als een van de belangrijkste vertegenwoordigers van de expressionistische beweging in Oostenrijk en Duitsland.
De beelden die hij oproept wekken associaties met een nachtmerrie. Zijn werk wordt dan ook wel vergeleken met dat van Comte de Lautréamont. Twee bekende voorbeelden zijn Der Herbst des Einsamen (De herfst van de eenzame), dat een typisch voorbeeld is van de beelden en symboliek die hij gebruikt, en Grodek, naar de plaats waar een grote veldslag met de Russen had plaatsgevonden, en die voor de dichter een symbool werd voor de vergankelijkheid van de benauwende wereld van de Habsburgse monarchie.
Sedert 1953 wordt in Salzburg de Georg-Trakl-Preis für Lyrik uitgereikt.

## Online teksten

### Duitse teksten
- Gedichten uit ‘Brenner’
- Gedichten (selectie)
- Linkverzameling met commentaar

### Nederlandse vertalingen
- Gedichten (Vertaald door Frans Roumen)

### Engelse vertalingen
- Ten poems (English) by George Trakl
- Twenty Poems, trans. by James Wright and Robert Bly

### Duitstalig
- Gedichte, Leipzig (K. Wolff), 1913
- Sebastian im Traum, Leipzig (K. Wolff), 1915 (postuum)
- Dichtungen und Briefe, historisch-kritische Ausgabe, bezorgd door Walther Killy en Hans Szklenar, 2 banden, Salzburg (Otto Müller), 1969, 1987²
- Das dichterische Werk, München (dtv), 1972 (dtv 6001 resp. 12496)
- Werke, Entwürfe, Briefe, bezorgd door Hans-Georg Kemper en Frank Rainer Max, Stuttgart (Reclam), 1984, 1995² (met uitgebreide bibliografie) (Universal-Bibliothek 8251)

### Vertalingen in het Nederlands
- Het laatste goud van vervallen sterren, vert. Jan U. Terpstra (1998)
- Gedichten, vert. Frans Roume, commentaren door Rob van Erkelens (1990), Ambo, Baarn
- Het zwijgen in de steen, vert. Huub Beurskens (1981)
- In zusters tuin. Een keuze uit de gedichten, vert. Stefaan van den Brent (2019)
- Gedichten, 130 gedichten vert. Jan U. Terpstra (2020), waarin opgenomen Het laatste goud van vervallen sterren (1998)

- Bibsys: 90119051
- Biblioteca Nacional de Chile: 000244657
- Biblioteca Nacional de España: XX1140369
- Bibliothèque nationale de France: cb11926985d (data)
- Catàleg d'autoritats de noms i títols de Catalunya: 981058514850406706
- CiNii: DA00355797
- Digitale Bibliotheek voor de Nederlandse Letteren: trak003
- Gemeinsame Normdatei: 118623575
- International Standard Name Identifier: 0000 0001 1644 7753
- Library of Congress Control Number: n50014662
- Nationale Bibliotheek van Letland: 000030441
- MusicBrainz: d008235e-caa3-4507-812a-829b5bccdb1d
- Bibliotheek van het Japanse parlement: 00459022
- Nationale Bibliotheek van Tsjechië: jn19990008590
- Nationale bibliotheek van Australië: 35554597
- Nationale Bibliotheek van Israël: 987007269033605171
- Nationale Bibliotheek van Polen: a0000001188401
- Nationale en Universitaire bibliotheek Zagreb: 000035601
- Nederlandse Thesaurus van Auteursnamen: 068709781
- Istituto Centrale per il Catalogo Unico: CFIV006707
- LIBRIS: 228915
- SNAC: w6bz685d
- Système universitaire de documentation: 027167917
- Trove: 994221
- Virtual International Authority File: 54154950
- WorldCat: E39PBJdmgrmYPjcJrgDQkb7WDq